# جون غوستافسون (مهندس)
جون غوستافسون (بالإنجليزية: John Gustafson)‏ هو مهندس وعالم حاسوب أمريكي، ولد في 19 يناير 1955 في الولايات المتحدة.

## وصلات خارجية
- الموقع الرسمي